# Albert Menier
Pour les articles homonymes, voir Menier.
Albert Henri Fernand Menier, né le 4 février 1858 à Paris et mort le 30 juillet 1899 à Chamant (Oise), était un industriel et propriétaire de chevaux de course français, membre de la famille de chocolatiers Menier. Il est le fils d'Émile-Justin Menier et le petit-fils d'Antoine Brutus Menier, fondateur de la chocolaterie Menier.

## Biographie
À la suite du décès de son père, il devient avec ses deux frères Henri et Gaston propriétaires des établissements Menier dans lesquels il a un rôle de second plan. Sa fortune colossale lui permet de se consacrer à ses passions que sont le sport hippique, la chasse à courre, le yachting, l'automobile. Marié le 2 juillet 1891 à Mathilde Madeleine Rose Letellier fille d'Eugène Letellier, il meurt prématurément en 1899 des suites d'une fièvre typhoïde et est inhumé au cimetière du Père Lachaise. Une fois veuve, son épouse se remariera avec le baron de Forest qui deviendra plus tard comte de Bendern (en).

## Profession
Il dirige l'usine hydraulique de Noisiel et gère l'usine de caoutchouc de Grenelle. Une rue à Noisiel porte son nom.

## Activités annexes

### Sport hippique
Albert Menier a constitué en dix ans l'écurie de courses la plus importante ayant existé jusqu'alors en France. Il avait à son décès plus de 500 chevaux dont 180 à l'entraînement, 80 juments poulinières et 4 étalons. 
En 1897, il arrive pour la France en tête des gains sur le plat et en deuxième position en courses d'obstacles grâce aux nombreux chevaux achetés plus qu'à son élevage, qu'il n'a pas eu le temps de rentabiliser.
À l'occasion, il prend aussi des photos sur le champ de courses.
Ses couleurs étaient casaque cerclée jaune et vert, manches et toque vertes.

### Chasse à courre
Les frères Menier avaient un équipage important. C'était un espace de rencontres de la haute société. Cette activité est connexe avec le sport hippique.

### Yachting
Il était propriétaire depuis 1876 du yacht "Nemesis" de 60 m de longueur et de 571 tonneaux avec lequel il fait le tour du monde en 1887. Il a ramené à cette occasion plusieurs carnets de photos,,,. Le Némésis subit un incendie en 1897 en rade du Havre.

### Automobile
Il a acheté une des premières voitures à vapeur de Dion en 1887. On le voit en 1896 au volant de sa voiture à pétrole à l'occasion de la course Paris-Marseille-Paris mais sans qu'il y participe.

### Politique
Maire de Lognes entre 1896 et 1899.

## Distinction
Chevalier de la Légion d'honneur en 1894.

## Villa à Neuilly-sur-Seine
Albert Menier a fait construire en 1885 à Neuilly-sur-Seine par Stephen Sauvestre un hôtel particulier, des écuries et un cirque qu'il inaugure en 1885.